# Blešno

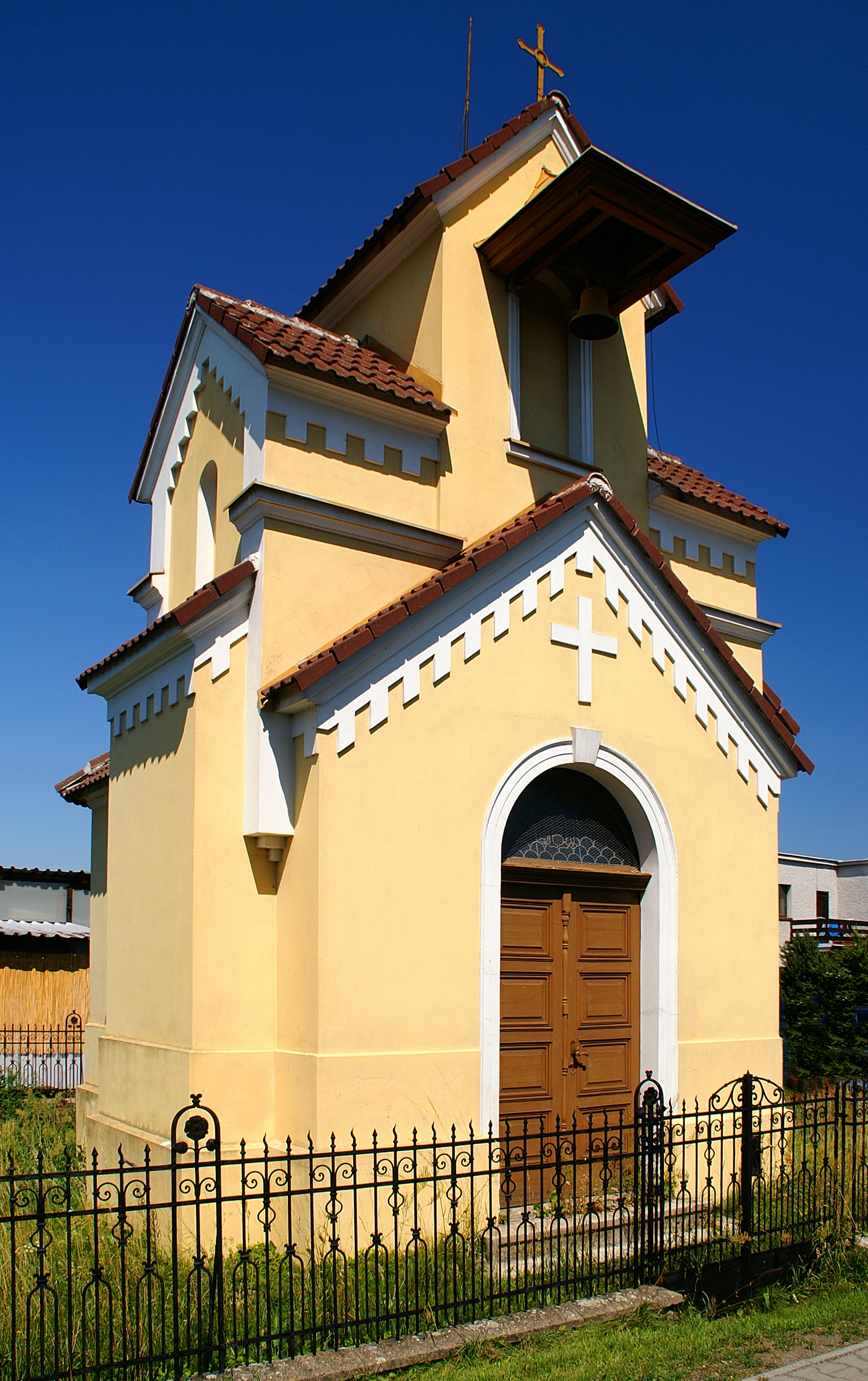
Kapelle Herz Jesu

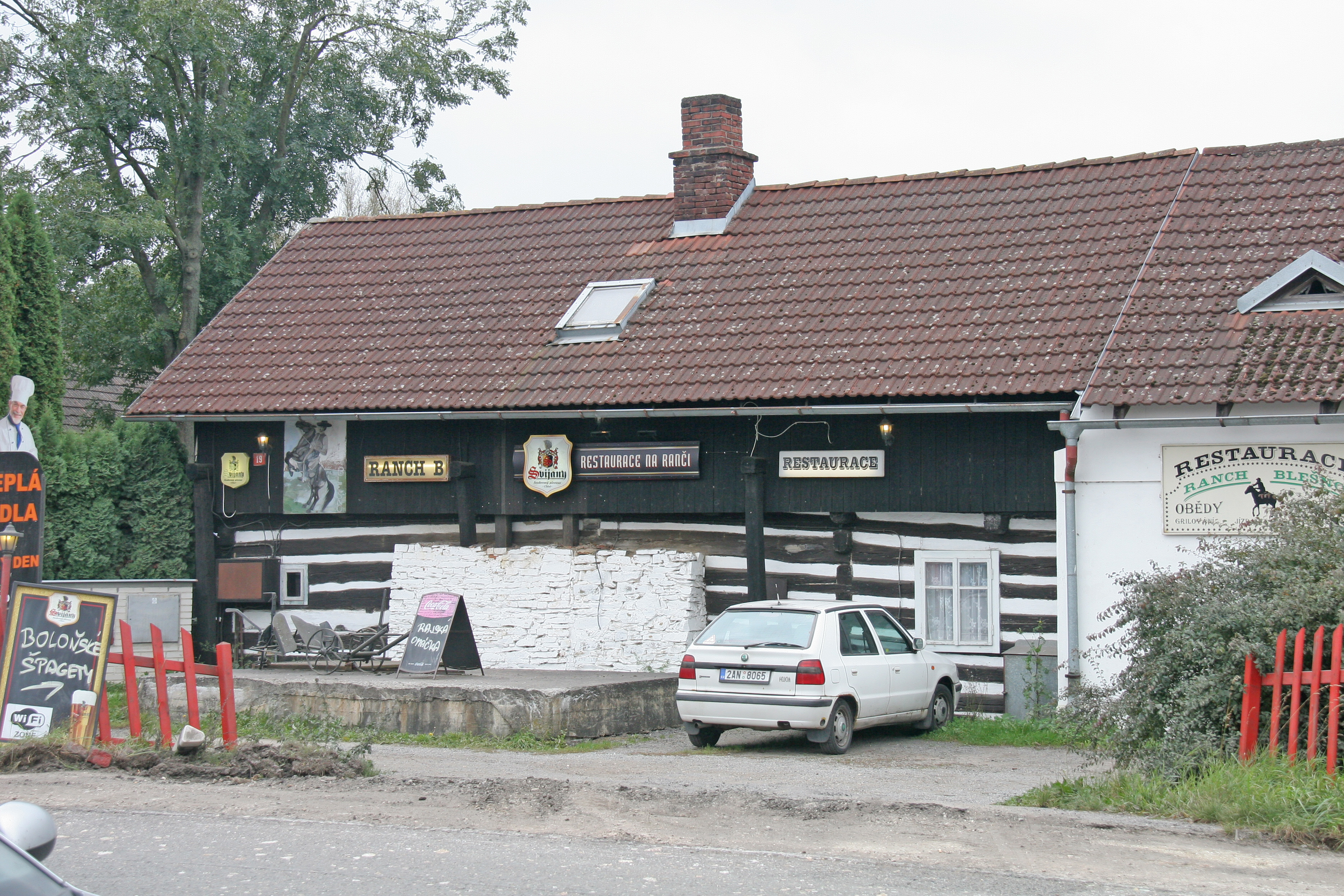
Ranch Běla

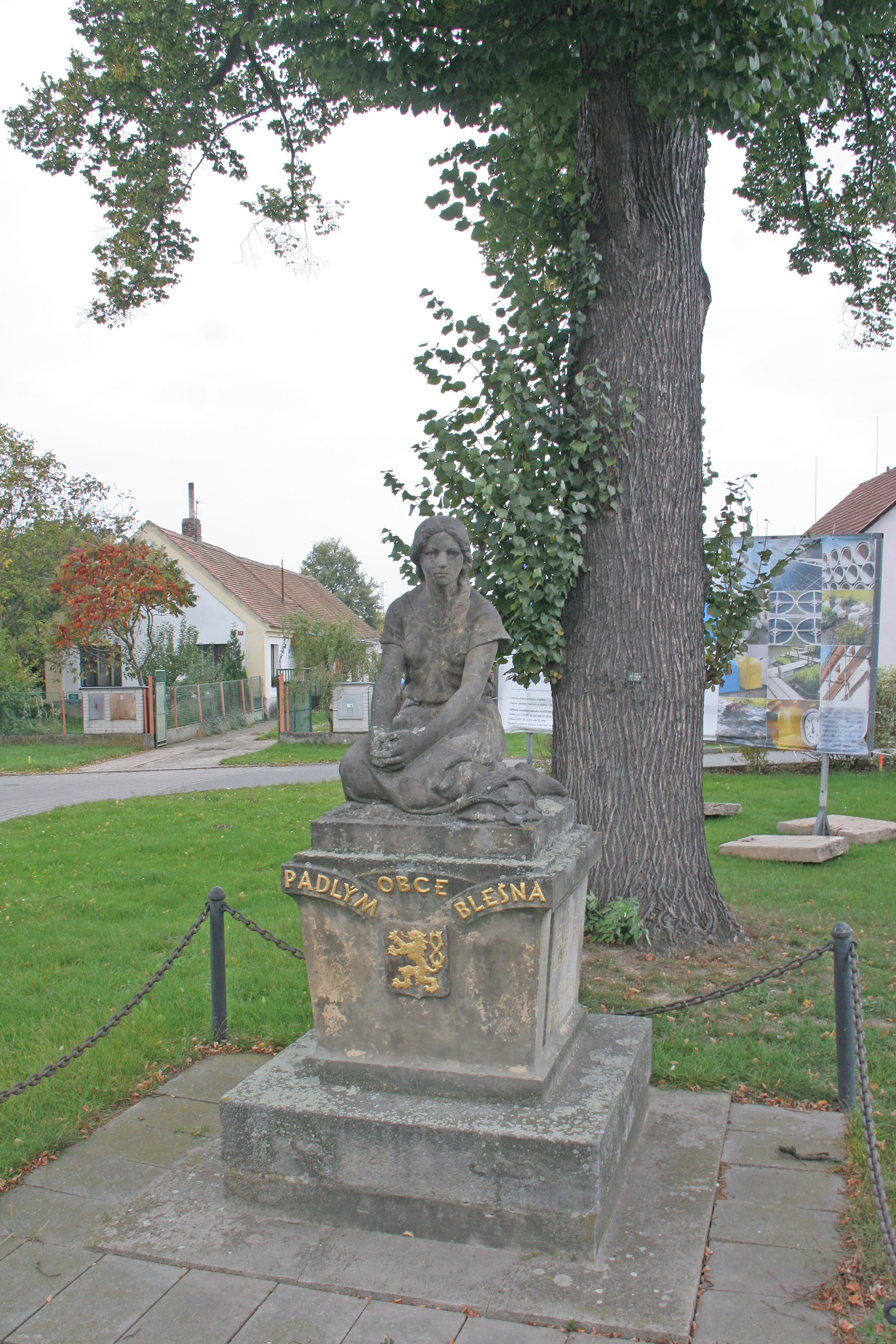
Gefallenendenkmal

Blešno (deutsch Bleschno) ist eine Gemeinde in Tschechien. Sie liegt sieben Kilometer östlich des Stadtzentrums von Hradec Králové an dessen Stadtgrenze und gehört zum Okres Hradec Králové.

## Geographie
Blešno erstreckt sich rechtsseitig der Orlice in den Orlické nivy (Adlerauen). Durch das Dorf führt die Staatsstraße I/11 zwischen Hradec Králové und Třebechovice pod Orebem, am nördlichen Ortsrand verläuft die Bahnstrecke Chlumec nad Cidlinou–Międzylesie. Der Teil des Dorfes südlich der Staatsstraße liegt im Naturpark Orlice. Nordwestlich befindet sich der Wald Dehetník, im Süden erstreckt sich jenseits der Orlice der Königgrätzer und Großbieltscher Forst. Nördlich erhebt sich der Spáleník (285 m n.m.), nordöstlich der Tanaborek (272 m n.m.) und die Čičinská (281 m n.m.)
Nachbarorte sind Divec, Borek und Librantice im Norden, Jeníkovice und Cihelna im Nordosten, Polánky nad Dědinou im Osten, Nepasice und Krňovice im Südosten, Běleč nad Orlicí, Na Žerčích und Vycházející Slunce im Süden, Svinary und Svinárky im Westen sowie Koš, Slatina und Ouliště im Nordwesten.

## Geschichte
Archäologische Funde belegen eine frühzeitliche Besiedlung des Gemeindegebiets. Entdeckt wurden u. a. Siedlungsgruben, sieben Hockergräber aus der Frühbronzezeit, Urnengräber der Lausitzer Kultur, ein Rundbau aus der Zeit der Glockenbecherkultur sowie eine Bronzeaxt.
Die erste urkundliche Erwähnung von Blešno erfolgte 1496, als Johanka von Březovice die von ihrem Vater Přibík Kroměšín von Březovice geerbte Feste Třebechovice mit dem Hof Třebechovice, einigen Städtchen und elf Dörfern, darunter Blešno, für 5000 Böhmische Groschen an Nikolaus d. J. Trčka von Lípa verkaufte, der sie mit seiner Herrschaft Opočno vereinigte. Nach dem Tode von Jan Rudolf Trčka von Lípa wurde die Herrschaft Opočno durch König Ferdinand II. konfisziert und 1635 an die Brüder Hieronymus und Rudolf von Colloredo-Waldsee verpfändet. Ab 1789 folgten die Grafen Colloredo-Mannsfeld, die die Herrschaft bis zur Mitte des 19. Jahrhunderts besaßen.
Im Jahre 1836 bestand das im Königgrätzer Kreis an der Straße von Hohenbruck nach Königgrätz gelegene Dorf Bleschno aus 64 Häusern, in denen 362 Personen, darunter 99 Protestanten, lebten. Im Ort gab es ein Wirtshaus. Katholischer Pfarrort war Hohenbruck, das evangelische Bethaus befand sich in Kloster. Bis zur Mitte des 19. Jahrhunderts blieb das Dorf der Herrschaft Opočno untertänig.
Nach der Aufhebung der Patrimonialherrschaften bildete Blešno ab 1849 eine Gemeinde im Gerichtsbezirk Königgrätz. Ab 1868 gehörte die Gemeinde zum Bezirk Königgrätz. Die Protestanten wurden 1870 von Kloster nach Hohenbruck umgepfarrt. Im Jahre 1874 wurde die Eisenbahn von Königgrätz nach Lichtenau in Betrieb genommen, an Blešno rollten die Züge jedoch vorbei. 1913 erfolgte die Weihe der Kapelle. 1921 wurde die Bahnstation Blešno errichtet. Beim Zensus von 1921 lebten in den 67 Häusern von Blešno 353 Menschen, darunter waren 244 Katholiken, 102 Evangelische und sieben Hussitische Brüder. Bei einem Todesfall im Dorf wurde üblicherweise die Glocke der Kapelle geläutet; wenn jemand zur Tschechoslowakischen Kirche übergetreten war, war bei dessen Tod das Läuten untersagt. Wegen dieses Brauches kaufte die Gemeinde 1922 eine neue Glocke und ließ vor dem Gemeindeamt ein Glockentürmchen aufstellen. Die Gemeinde wurde 1938 elektrifiziert. 1949 wurde Blešno dem Okres Hradec Králové-okolí zugeordnet; dieser wurde im Zuge der Gebietsreform von 1960 aufgehoben, seitdem gehört die Gemeinde zum Okres Hradec Králové. Am 1. Januar 1989 wurde Blešno nach Třebechovice eingemeindet, seit dem 1. Januar 1992 besteht die Gemeinde wieder. Seit 2003 führt Blešno ein Wappen und Banner.

## Gemeindegliederung
Für die Gemeinde Blešno sind keine Ortsteile ausgewiesen. Das Gemeindegebiet bildet einen Katastralbezirk.

## Sehenswürdigkeiten
- Pseudoromanische Kapelle Herz Jesu, erbaut 1913. Im Jahre 2002 wurde sie renoviert und vom Königgrätzer Erzbischof Karel Otčenášek neu geweiht.
- Denkmal für die Gefallenen des Ersten Weltkrieges, es wurde vom Königgrätzer Bildhauer Václav Škoda geschaffen und 1923 unter einer hundertjährigen Linde vor dem Gemeindeamt enthüllt, später wurde eine Gedenktafel mit den Namen der im Zweiten Weltkrieg Gefallenen angebracht.
- Steinernes Kreuz aus dem Jahre 1858, im östlichen Teil des Dorfes.